# Educatore cinofilo
Per educatore cinofilo si intende una qualifica tecnica italiana che viene rilasciata a coloro che hanno assunto questa figura professionale con la formazione nel settore dei Servizi di cura degli animali da compagnia (esclusi i servizi veterinari).

## Definizione
L'educatore cinofilo è una figura simile all'addestratore, che interagisce con il cane e il suo proprietario, guidando quest'ultimo nella gestione del proprio cane all'interno del contesto sociale e familiare.
Non esiste in Italia una definizione specifica dell'ambito professionale e neppure un accordo sulla denominazione della figura professionale. Pertanto, i contorni professionali dell'Educatore Cinofilo si possono sovrapporre ad altre denominazioni più o meno correnti, come quella di Addestratore. Secondo una consuetudine che si sta affermando in Italia, l'Educatore si occupa principalmente della relazione cane-proprietario e dell'acquisizione da parte del cane di competenze relazionali e comportamentali di base per la convivenza nel contesto sociale in cui è inserito. L'Addestratore, invece, si occupa della formazione del cane ed eventualmente del suo proprietario o conduttore, per lo svolgimento di attività specifiche (ad esempio, attività sportive, di ricerca, etc.)
L'educatore cinofilo può svolgere inoltre consulenze pre-adozione, in modo da orientare i proprietari nella scelta del cane più adatto al loro nucleo familiare e come prepararsi ad accoglierlo nella propria casa; inoltre l'Educatore può supportare i proprietari nella gestione del cane in fasi particolari della vita del cane (da cucciolo o nell'età anziana), o del contesto ambientale e sociale (traslochi, nascite, decessi).
Ad oggi, la professione di Educatore Cinofilo in Italia è ancora in corso di regolamentazione a causa della mancanza di definite linee guida che permettano solo a chi di dovere di svolgere tale attività.  
Ciò non toglie che ottenere un'adeguata formazione sia cruciale per poter svolgere l'attività in modo professionale e sicuro. Esistono diversi Enti e Associazioni private che organizzano corsi di formazione (ad es., ENCI, CSC, ASC Cinofilia, CSEN, FISC, APNEC, SIUA e simili). Normalmente, tali corsi prevedono il superamento con esito positivo di un esame per il rilascio di un diploma. In alcuni casi, il superamento del corso dà luogo al rilascio di un tesserino o all'inserimento in elenchi o albi di Educatori che fanno capo alle diverse Associazioni. Come già detto, tuttavia, tali riconoscimenti hanno valore esclusivamente all'interno delle suddette Associazioni e non rappresentano un requisito legale per lo svolgimento dell'attività. Esistono anche percorsi di formazione accademica, come ad esempio il Corso di Laurea Triennale in Tecniche di Allevamento Animale ed Educazione Cinofila dell'Università degli Studi di Pisa e superare l'esame finale di laurea che prevede la presentazione di un elaborato. 
Oltre alla formazione teorico/pratica offerta dai corsi, l'acquisizione delle competenze necessarie a svolgere la professione di Educatore in autonomia e sicurezza, richiede un certo periodo di preparazione pratica in affiancamento ad Educatori già operanti, che favoriscano l'acquisizione delle necessarie manualità e sensibilità.

## Storia
Nel 1882 venne fondato l'Ente Nazionale della Cinofilia Italiana (ENCI) che ha permesso di raggiungere all'Italia i vertici della cinofilia mondiale. Sempre nello stesso anno, personalità come il Conte Carlo Borromeo, il Principe Emilio Belgioioso d'Este, Ferdinando Delor, Carlo Biffi e Luigi Radice fondano il Kennel Club Italiano.
È nato così il Libro delle origini, il cui primo soggetto era un bracco italiano di nome Falco.
Nel 1897 l'Assemblea aggiorna il regolamento riguardante le iscrizioni al Libro e in questi anni si svolgono le prime mostre zootecniche canine a Torino e a Milano e viene fondata anche la rivista ufficiale del Kennel Club.
Nel 1940 la Cinofilia ottiene il riconoscimento da parte del Ministero dell'Agricoltura. Verso il 1950 la cinologia e la cinotecnia assumono un titolo tecnico e scientifico: vengono organizzati corsi Universitari di cinologia i cui testi sono tutt'oggi materiale di riferimento per gli addestratori e gli educatori cinofili. Nel 1960 aumentano notevolmente le iscrizioni di cani al Libro (raggiungono i 14.803 iscritti) e nel 1970, durante l'Assemblea Generale di Budapest, le nazioni federate alla Federazione Cinologica Internazionale decretano che i certificati genealogici messi in circolazione dalle diverse nazioni portino un comune contrassegno.

La figura dell'educatore cinofilo nasce negli ultimi anni '90 in Italia, con l'importazione nel mercato nazionale di una nuova ideologia di origine nord-europea denominata "cognitivo-zooantropologica", di derivazione behaviourista, che intende distinguersi dalla disciplina classica dell'addestramento, proprio a partire dall'utilizzo di terminologie diverse. Nel 1997, a Bologna nasce, per opera di Roberto Marchesini, l'istituto di formazione zooantropologica Siua (Scuola di interazione uomo-animale), la prima istituzione privata in Italia a parlare di "educazione" del cane. Successivamente, negli ultimi vent'anni, sono nate nuove scuole con approccio simile, oggi conosciuto come "cognitivo".

## Il termine "educazione" in cinofilia
"Educazione" deriva dal latino educĕre (cioè «trarre fuori, "tirar fuori" o "tirar fuori ciò che sta dentro"), derivante dall'unione di ē- (“da, fuori da”) e dūcĕre ("condurre") e consiste generalmente nell'insieme di tutte quelle attività di insegnamento, individuali o collettive, volte a sviluppare le facoltà intellettuali, estetiche, e le qualità morali di una persona, specialmente di giovane età. Da tale semplice definizione si può evincere quanto, dunque, l'educazione sia un'attività rivolta alla sola persona umana, in quanto dotata di facoltà estetiche e morali, che, diversamente, non sono presenti nella specie canina. Dunque, parlare di "educazione del cane" è etimologicamente e per definizione scorretto. È più corretto parlare di "educazione del proprietario" al proprio cane. 
Infatti, il compito principale dell'educatore è quello di educare il proprietario, l'umano, ad un uso corretto di tutti gli strumenti conoscitivi e materiali costruiti sino ai giorni d'oggi dall'uomo, al fine di instaurare un rapporto armonioso con il proprio cane nella società. Una funzione che fa già parte del profilo dell'addestratore.
Per quanto riguarda l'istruzione del cane, si parla di "addestramento", termine dal significato di "rendere destro", cioè rendere abile, esercitare e allenare qualità ed abilità che sono già insite (innate) nell'allievo. L'addestramento è la disciplina che il professionista cinofilo applica al fine di insegnare al cane ad utilizzare e allenare le sue qualità, in contesti idonei al fine di migliorare la sicurezza, il benessere psico-fisico e il rapporto tra uomo e cane. Il termine "addestramento" è applicabile anche all'allievo umano, in quanto anch'esso possiede qualità soggettive che può imparare ad allenare e migliorare tramite l'addestramento e l'istruzione per gestire la relazione col proprio cane. Ne consegue la creazione di un vero e proprio binomio eterospecifico, che agisce come un tutt'uno, proprio grazie alla disciplina e alla cooperazione.

## Quando rivolgersi ad un professionista cinofilo
L'educatore cinofilo e l'addestratore sono entrambe figure professionali necessarie per imparare a gestire in sicurezza e correttamente il proprio cane. È importante rivolgersi a tali figure quando si decide di prendere un cane, o comunque non appena entra a far parte della propria vita, per apprendere fin da subito come impostare il rapporto e prevenire eventuali problemi che potrebbero verificarsi in assenza di una gestione adeguata al tipo di cane e al contesto. Come si suol dire, è "meglio prevenire che curare" e agire responsabilmente nell'immediatezza è un comportamento etico che denota intelligenza e sensibilità nel proprietario.

## Metodi e tecniche
Prima di tutto, occorre precisare che nella disciplina dell'addestramento non esiste un metodo universale e standardizzabile che vada bene per tutti i tipi di cane e in tutti i tipi di contesto, altrimenti tutti noi e tutti i nostri cani saremmo perfettamente uguali in carattere e in morfologia. Esiste, dunque, un metodo adatto ed applicabile ad ogni singola situazione e sta al professionista individuare quale questo sia, dopo un'opportuna valutazione tecnica.
Di seguito si descrivono alcuni metodi e tecniche descritti nella letteratura contemporanea.

### Metodo Koehler
Il metodo Koehler è una tecnica di addestramento del cane popolare dal 1978 circa. Questo metodo si basa sulla dominanza fisica e mentale per insegnare al cane che un comportamento errato porta alla punizione. Koehler sostiene che il comportamento di un cane sia influenzato dalla previsione di una possibile ricompensa o punizione, pertanto il cane sceglie quale comportamento adottare e ne conosce le relative conseguenze. Questo metodo insegna dei comportamenti standard, per esempio il sedersi e lo stay e i cani, una volta educati con questa tecnica, eseguono in modo costante i comandi dati dal padrone anche non indossando il guinzaglio.

### Metodo gentile
Il metodo di educazione gentile è basato sui principi della ripetizione e della ricompensa ed esclude le punizioni corporali. Secondo questo metodo educativo, il cane impara e apprende portandosi con sé esperienze gioiose, apprendendo dunque come se fosse un gioco. Per esempio, quando il cane fa qualcosa di giusto viene ricompensato con un premio (di solito cibo) che viene consegnato solo dopo essersi complimentati affettuosamente con il cane (ad esempio dopo aver esclamato un bravo!). In questo modo il cane apprende senza che l'educatore abbia bisogno di usare particolari metodi o comandi, poiché interpreta il tutto come un gioco. Se invece il cane ha un comportamento sbagliato o esegue un comando in modo errato, l'educatore non lo premia ma nemmeno lo punisce. A questo punto l'animale si stupisce di non aver ricevuto la ricompensa e l'educatore, attraverso la ripetizione dell'esercizio più volte, riesce a far memorizzare al cane i comandi richiesti. Se il cane disobbedisce all'educatore, quest'ultimo lo corregge con un No! pronunciato ad alta voce.

### Clicker training
Il Clicker training è una tecnica di addestramento che si serve di un particolare strumento, il Clicker, ovvero un oggetto di plastica che contiene al suo interno una lamina di alluminio che, una volta premuta, produce il suono click. L'utilità di questa tecnica di condizionamento consiste nel fatto che il cane, associando il suono prodotto dal clicker ad una ricompensa, impara ad eseguire una sequenza di esercizi richiesti con precisione. Il principio su cui si basa il Clicker training è molto semplice: proporre al cane di eseguire un esercizio e sottolineare con il suono del dispositivo le azioni eseguite correttamente. Pertanto, l'animale associa il suono del clicker ad un comportamento giusto che lo porterà a ricevere un premio.

### Modellamento (shaping)
Il metodo del modellamento è una tecnica con la quale il cane apprende per tentativi ed errori qual è il comportamento che funziona, ovvero che riesce a fargli avere ciò che gli piace. È chiamato anche col termine inglese shaping, ovvero modellamento,poiché attraverso delle piccole variazioni del comportamento si modella il giusto comportamento che il cane deve avere. Con lo shaping il cane apprende diversi comandi e può imparare varie attività (per esempio superare degli ostacoli, collocare un oggetto in un determinato posto) e capisce che provare a fare varie volte la stessa azione funziona per arrivare al risultato finale ovvero a ciò che realmente l'educatore chiede al cane (e di conseguenza alla relativa ricompensa). Lo scopo di questa tecnica è far capire all'animale che perseverare finché non arriva al giusto risultato è vantaggioso.

#### Cosa insegna lo shaping
La tecnica dello shaping fornisce un valido supporto all'educatore nell'educazione del cane. 
Ciò che essa insegna al cane e i suoi vantaggi possono essere riassunti in questi punti:
- il comportamento non è collegato direttamente al rinforzo
- spirito di iniziativa
- non temere il contatto con gli oggetti
- controllo e sicurezza sull'ambiente sociale
- autostima
- collaborazione per ottenere un risultato
- concentrazione
- ascoltare il proprietario

### Do as I do: apprendimento per imitazione
La tecnica di apprendimento Do as I do, ovvero fai come faccio io è basata sulla capacità di apprendimento sociale dei cani e creato dalla dottoressa Claudia Fugazza. Esso consiste nel far ripetere al cane la stessa azione che il padrone sta facendo. Secondo tale mentalità, il cane è portato a ripetere per imitazione quei comportamenti da cui può trarre vantaggio e di conseguenza tende a imitare il padrone per arrivare al premio (per esempio cibo). Il cane assocerà al comando ripeti! la ripetizione dell'ultima azione eseguita dall'educatore. Per questa tecnica l'educatore può seguire uno schema:
1. il cane è fermo a circa due metri dall'educatore
2. l'educatore svolge un’azione
3. l'educatore torna dal cane e gli chiede di ripetere l’azione
4. il cane ripete

### Luring
Il luring è una tecnica che consiste nell'adescare il cane tenendogli del cibo a pochi centimetri dal naso, in modo che possa leccarlo ed annusarlo ma non possa prenderlo. Durante il luring l'educatore pone il bocconcino di cibo fra il dito indice e il medio e lo copre con il pollice, così da creare una specie di conca perché il cane possa inserirvi il muso e imparare a spingere contro il palmo della mano. Quando il cane riesce a spingere in modo deciso può ottenere il cibo.
Questa tecnica permette all'educatore di poter manovrare il muso del cane solamente con una mano, senza toccarlo o indirizzarlo. Pertanto, quando il muso del cane si solleva (poiché segue la nostra mano con il cibo) il suo corpo tende ad assumere la posizione seduta, se il muso si abbassa e va indietro allora il cane si alza in piedi, se il muso va verso destra il corpo del cane tende ad andare nella direzione opposta (e viceversa). Fa eccezione quando il cane sta a terra, poiché in questo caso il muso si abbassa, va in avanti e anche il corpo del cane fa la stessa cosa. Nel luring la mano dell'educatore viene utilizzata come un vero e proprio dispensatore di cibo e questa tecnica permette di far assumere al cane diverse posizioni senza la necessità di toccarlo, poiché la mano dell'educatore manovra interamente i movimenti del cane.

### Backchaining
Il metodo di educazione backchaining (dall'inglese back=indietro e chaining=concatenare) è una tecnica che si basa sulla scomposizione di un esercizio in singole parti e sullo svolgimento di esso partendo dall'ultima parte. In questo metodo è molto importante rafforzare ogni singolo passaggio dell'esercizio. Il backchaining si utilizza per insegnare al cane dei comandi complessi, che appunto vengono scomposti in più parti per far sì che esso riesca a comprendere bene i singoli movimenti.

### Prompting e fading
Il prompting e fading sono le tecniche dell'aiuto e dell'attenuazione dell'aiuto. Questo metodo consiste nel fornire al cane degli stimoli sotto forma di prompt, che vengono sottoposti ad esso nel momento in cui si dovrebbe verificare l'azione che si desidera. Quando il comportamento desiderato è stato appreso, l’aiuto va diminuito e poi definitivamente tolto, e ciò si fa attraverso
un processo chiamato fading, che consiste nel ridurre gradualmente l’aiuto.

## Fattori importanti

### La relazione affettiva
Un fattore molto importante per instaurare un buon rapporto con il cane e di conseguenza addestrarlo correttamente è la relazione affettiva che deve essere sana ed equilibrata ed essere mantenuta tale nel tempo. Il proprietario deve avere piacere a stare con il proprio cane, così come il cane deve vedere nel proprietario il suo punto di riferimento e guida. Se il cane rappresenta per il padrone una valvola di sfogo delle proprie frustrazioni, questa relazione è assolutamente sbagliata e compromessa: il cane deve essere motivo di orgoglio e felicità del padrone, il quale deve nutrire ogni giorno, con amore, la propria passione e la salute psico-fisica del proprio cane.

### La relazione gerarchica
Un altro fattore da considerare è la relazione gerarchica: per il cane, entrare in un nucleo familiare è come entrare a far parte di un branco. Pertanto, il cane cercherà fin da subito di affermare la propria posizione gerarchica, seguendo la propria predisposizione naturale. È in tale contesto che il proprietario deve assicurarsi di rimanere lui stesso un benevolo, coerente ed autorevole leader umano del branco, carismatico agli occhi del cane, in quanto è il proprietario a gestire tutte le risorse (cibo, acqua, cuccia, affetti, ecc.) e prendersi cura delle esigenze fisiologiche ed etologiche del proprio amato cane.